# Alpha, Queensland
Alpha är en ort i Australien. Den ligger i kommunen Barcaldine och delstaten Queensland, omkring 770 kilometer nordväst om delstatshuvudstaden Brisbane. Antalet invånare var 335 vid folkräkningen 2016.
Trakten runt Alpha är nära nog obefolkad, med mindre än två invånare per kvadratkilometer..
Omgivningarna runt Alpha är i huvudsak ett öppet busklandskap.  Genomsnittlig årsnederbörd är 688 millimeter. Den regnigaste månaden är februari, med i genomsnitt 141 mm nederbörd, och den torraste är juli, med 25 mm nederbörd.